# Auroue
Auroue – rzeka we Francji, przepływająca przez tereny departamentów Gers, Tarn i Garonna oraz Lot i Garonna, o długości 62,4 km. Stanowi lewy dopływ rzeki Garonny.
Główne miejscowości nad Auroue: Castet-Arrouy, L’Isle-Bouzon, Saint-Nicolas-de-la-Balerme, Saint-Sixte